# Герасимов, Владимир Сергеевич
Владимир Сергеевич Герасимов — советский хозяйственный, государственный и политический деятель.

## Биография
Родился в 1913 году в селе Петровское на реке Калаус на территории Кубанского казачьего войска. Член КПСС.
Выпускник ЛИИЖТ. С 1936 года — на хозяйственной, общественной и политической работе. В 1936—1978 гг. — мастер цеха, начальник смены, начальник отдела Октябрьского паровозовагоноремонтного завода, участник Великой Отечественной войны, военный диспетчер, старший помощник начальника перевозок фронта, военный комендант-распорядитель станции Дальневосточного фронта, начальник производственного отдела, главный технолог Октябрьского вагоноремонтного завода, помощник, заместитель по безопасности Ленинградской железной дороги, директор Октябрьского электровагоноремонтного завода, профессор кафедры «Вагоны и вагонное хозяйство» ЛИИЖТ.
Почётный профессор ПГУПС.
Умер в Санкт-Петербурге в 2004 году.